# Dániel Magay
Dániel Magay, född 6 april 1932 i Szeged, är en ungersk före detta fäktare.
Magay blev olympisk guldmedaljör i sabel vid sommarspelen 1956 i Melbourne.